# 莫塞爾冰川
64°51′S 62°22′W / 64.850°S 62.367°W
莫塞爾冰川是南極洲的冰川，位於葛拉漢地西岸，最終注入安沃爾灣，由比利時的極地探險隊被繪入地圖，以德國的物理學家命名。